# Rachim
Der Rachim war ein kleines Massenmaß auf der Insel Sumatra. Verwendet wurde es als Gold- und Silbergewicht.
- 1 Rachim = 1/16 Gramm
- 43 ¾ Rachim = 1 Mas/Massiah
- 175 Rachim = 1 Pärdaw
- 700 Rachim = 2 Pagoden = 16 Mas = 64 Copangs = 1 Tal/Tähl/Tale = 41 Gramm[1] (errechn. 43,75 Gramm)